# 香川マツダ販売
香川マツダ販売株式会社（かがわマツダはんばい）は、香川県を営業エリアとするマツダのカーディーラー。
地場独立資本のディーラーで、隣県の徳島マツダを経営する星合家が別資本で経営している。

## 営業所
- 本社・ユーカーランド（香川マツダ本店+旧ユーノス香川高松香西店）：高松市香西東町
- 新高松南店（旧アンフィニ香川南バイパス店）：高松市勅使町
- 屋島店：高松市牟礼町
- 坂出店：坂出市寿町
- 善通寺店：善通寺市大麻町

## 沿革
- 1933年：徳島県にて源流会社「合資会社丸高屋孫四郎商店」創設。三輪車マツダ号の販売会社として営業する。
- 1938年：香川県に進出し高松支店を開設するも、戦時下のため1940年に撤退する。
- 1949年：香川県に再進出。徳島の本店とは別資本にして「香川マツダ販売株式会社」を設立。
- 1951年：合資会社丸高屋孫四郎商店が「徳島マツダ販売合資会社」に社名変更。その後1965年、「株式会社徳島マツダ」に変更。
- 1972年4月：「マツダモータース香川」（オート店）設立
- 1991年4月：マツダモータース香川を「アンフィニ香川」に社名変更。
- 2009年4月：アンフィニ香川を吸収合併。アンフィニ香川の唯一の店舗だった南バイパス店を「香川マツダ新高松南店」に名称変更する。